# Шен хар венахи

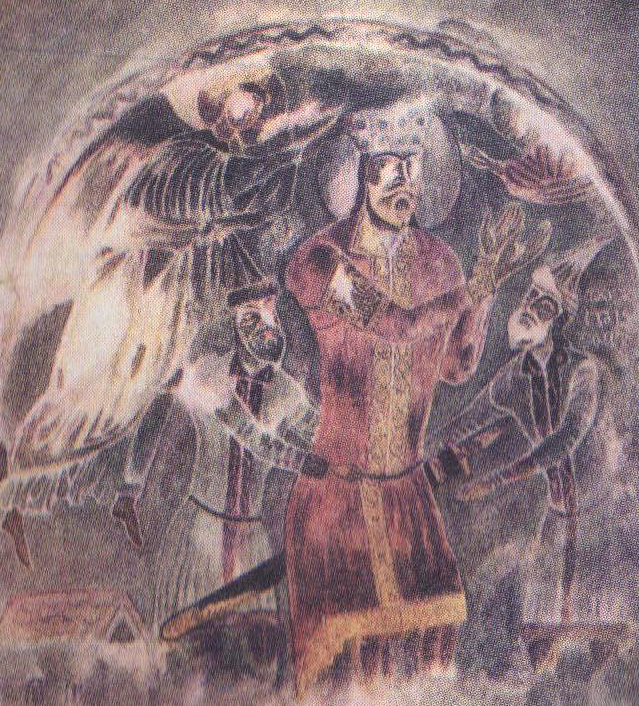
Коронация Деметре I. Фреска Михаила Миглакели в монастыре Мацквариши

Ты еси лоза (груз. შენ ხარ ვენახი, транскрипция: Шен хар венахи) — средневековый грузинский церковный гимн Богородице. Текст гимна приписывается царю Грузии Деметре I (1093—1156); считается, что царь написал гимн после принятия монашеского пострига. Создатели версий музыкального оформления неизвестны. Предположительно, Деметре I написал гимн, будучи сослан собственным сыном Давидом V в монастырь Давид-Гареджа. Гимн посвящён Грузии и покровительству девы Марии. В Грузинской православной церкви гимн принят в качестве одной из молитв, обращённых к деве Марии.
В советское время гимн был практически единственным разрешённым к широкому исполнению церковным песнопением, так как в тексте нет прямых упоминаний христианских образов и потому он мог трактоваться как восхваление виноградной лозы, основы виноделия. Существуют картли-кахетинская и гурийская версии этого гимна, значительно различающиеся музыкальным оформлением. В различных вариантах исполнения могут пропускаться некоторые строки, чаще всего третья и четвёртая.
Шен хар венахи, как правило, исполняется хором а капелла и может служить классическим образцом грузинского хорового полифонического пения. Музыкальная и поэтическая традиция, в которой создан Шен хар венахи, относится к Золотому веку грузинской культуры.

## Текст гимна
| Нусхури Ⴘⴄⴌ ⴞⴀⴐ ⴅⴄⴌⴀⴞⴈ, ⴀⴞⴊⴀⴃ ⴀⴖⴗⴅⴀⴅⴄⴁⴓⴊⴈ, ⴌⴍⴐⴙⴈ ⴉⴄⴇⴈⴊⴈ, ⴄⴃⴄⴋⴑ ⴘⴈⴌⴀ ⴌⴄⴐⴂⴓⴊⴈ, ⴀⴊⴅⴀ ⴑⴓⴊⴌⴄⴊⴈ, ⴑⴀⴋⴍⴇⴞⴄⴑⴀ ⴋⴍⴑⴐⴓⴊⴈ, ⴖⴋⴄⴐⴇⴋⴀⴌ ⴘⴄⴂⴀⴋⴉⴍ, ⴅⴄⴐⴀⴅⴈⴌⴀ ⴂⴟⴍⴁⴑ ⴕⴄⴁⴓⴊⴈ, ⴃⴀ ⴇⴀⴅⴈⴇ ⴇⴅⴈⴑⴈⴇ ⴋⴆⴄ ⴞⴀⴐ ⴂⴀⴁⴐⴜⴗⴈⴌⴅⴄⴁⴓⴊⴈ. Мхедрули შენ ხარ ვენახი, ახლად აყვავებული, ნორჩი კეთილი, ედემს შინა ნერგული, (ალვა სუნელი, სამოთხეს ამოსული,) (ღმერთმან შეგამკო ვერვინა გჯობს ქებული,) და თავით თვისით მზე ხარ გაბრწყინვებული. | Транскрипция шен хар венахи, ахлад ахвавебули норчи кетили, эдемс шина нергули (алва сунели, самотхес амосули,) (гхмертман шегамко вервина гджобс кебули,) да тавит твисит мзе хар габрцхинвебули. Перевод Ты еси Лоза виноградная, только зацветшая, Ветвь нежная, в Эдеме растущая (прекрасная молодая Ива в раю) (храни Тебя Господь, прославления достойная) и сама собой Ты — Солнце сияющее |

## В современной культуре
Гимн очень популярен в современной Грузии, входит в репертуар практически всех фольклорных ансамблей, а также может исполняться просто в компании вне всякой связи с церковными датами или событиями. Многие фольклорные музыкальные коллективы по всему миру включают в свой репертуар Шен хар венахи как образец грузинской хоровой полифонии. В фильме «Отец солдата» главный герой Георгий Махарашвили (его играет Серго Закариадзе), найдя в Берлине растущий виноградник, начинает петь первые несколько слов из Шен хар венахи. В фильме «Не горюй!» гимн звучит полностью также в исполнении Серго Закариадзе, Вахтанга Кикабидзе и других актеров. В компьютерной игре Civilization VI: Rise and Fall Шен хар венахи используется в качестве основной музыкальной темы цивилизации Грузии.